# (1266) Tone
(1266) Tone es un asteroide perteneciente al cinturón exterior de asteroides descubierto el 23 de enero de 1927 por Okuro Oikawa desde el observatorio astronómico de Tokio, Japón.

## Designación y nombre
Tone fue designado al principio como 1927 BD.
Posteriormente se nombró por el Tone, un río de Japón.

## Características orbitales
Tone orbita a una distancia media del Sol de 3,357 ua, pudiendo acercarse hasta 3,188 ua y alejarse hasta 3,526 ua. Su inclinación orbital es 17,19° y la excentricidad 0,05033. Emplea en completar una órbita alrededor del Sol 2247 días.